# Kronstädter Wochenblatt
Das Kronstädter Wochenblatt erschien in Siebenbürgen von 1901 bis 1904.

## Geschichte
Am 5. Januar 1901 erschien die erste Ausgabe des Kronstädter Wochenblatts. Herausgeber war Wilhelm Gabony (Vilmos Gabony). 
Sie war offenbar die Nachfolgerin des Kronstädter Tageblatts, das im Dezember 1900 sein Erscheinen eingestellt hatte, aber mit anderen Mitarbeitern. Daneben gab es noch die Kronstädter Zeitung  als Tageszeitung in dieser Stadt.
Das Kronstädter Wochenblatt berichtete vor allem über regionale Ereignisse, auch mit Stellungnahmen behördlicher Vertreter, wie des Oberstadthauptmanns. 1904 gab es eine Beilage Sonderbündler Ideale.
Vom 30. Januar 1904 ist die letzte Ausgabe bekannt.